# لارستان ۶:۳۰ بامداد
لارستان ۶:۳۰ بامداد فیلمی تلویزیونی به کارگردانی حسین غضنفری، نویسندگی علیرضا محمودی و تهیه‌کنندگی علی پورکیانی محصول سال ۱۳۹۱ است.

## خلاصه فیلم
به دنبال مرگ دانشمند هسته‌ای به نام دکتر بهرامی، سروان فخیمی و دخترش که تیم قتل اداره آگاهی هستند درگیر پرونده می‌شوند. آنها با یک پرونده عادی سر و کار ندارد چون کسی که کشته شده دکتر بهرامی نیست، با دخالت نیروهای اطلاعات مشخص می‌شود، مقتول بدل دکتر بهرامی است.